# Bruderndorf (Gemeinde Langschlag)
Bruderndorf ist eine Ortschaft und eine Katastralgemeinde der Marktgemeinde Langschlag im Bezirk Zwettl in Niederösterreich.

## Geografie
Das Dorf liegt nördlich des Elexenbaches, der südwestlich des Ortes entspringt. Der Ort wird von der Landesstraße L7298 erschlossen. Bei Bruderndorf führt der südliche Ast der Waldviertler Schmalspurbahnen vorüber; im Nordwesten befinden sich die beiden Bruderndorfer Tunnel. Zur Ortschaft zählt auch die Streusiedlung Bräuhof im Westen.

## Siedlungsentwicklung
Zum Jahreswechsel 1979/1980 befanden sich in der Katastralgemeinde Bruderndorf insgesamt 44 Bauflächen mit 16.562 m² und 14 Gärten auf 3.451 m², 1989/1990 gab es 44 Bauflächen. 1999/2000 war die Zahl der Bauflächen auf 115 angewachsen und 2009/2010 bestanden 69 Gebäude auf 115 Bauflächen.

## Geschichte
Der Ort wird 1150 zum ersten Mal schriftlich erwähnt, der Name geht auf die Gründung durch die Brüder Berthold und Wichart zurück, dessen Vater Udalrich von Stiefern wurde das Gebiet vom deutschen König Konrad III. geschenkt.
Im Eintrag der Josephinischen Fassion aus Jahre 1786/87 gab es im heutigen Ort 25 Häuser.
Im Jahr 1822 wurde der Ort als Dorf mit 28 Häusern genannt, das nach Langschlag eingepfarrt war, wohin auch die Kinder eingeschult wurden. Die Herrschaft Großpertholz besaß die Ortsobrigkeit und besorgte die Konskription. Die Landgerichtsbarkeit wurde von der Herrschaft Weitra ausgeübt. Die Untertanen und Grundholde des Ortes gehörten der Herrschaft Großpertholz.
Nach der Entstehung der Ortsgemeinden 1849 wurde der Ort eine Katastralgemeinde der Gemeinde Siebenhöf.
1871 wird die Kapelle im Ort errichtet, 1928 kommt es zur Gründung der Freiwilligen Feuerwehr im Ort.
Am 11. März 1920 wird der Ort durch Teilung der bisherigen Gemeinde Siebenhöf eine eigenständige Gemeinde.
Laut Adressbuch von Österreich waren im Jahr 1938 in der Ortsgemeinde Bruderndorf mehrere Landwirte mit Direktvertrieb ansässig.
Im Zuge der Niederösterreichischen Kommunalstrukturverbesserung wurde der Ort durch die Auflösung der Gemeinde Bruderndorf am 1. Januar 1967 ein Teil der Gemeinde Langschlag.

## Bodennutzung
Die Katastralgemeinde ist landwirtschaftlich geprägt. 252 Hektar wurden zum Jahreswechsel 1979/1980 landwirtschaftlich genutzt und 254 Hektar waren forstwirtschaftlich geführte Waldflächen. 1999/2000 wurde auf 246 Hektar Landwirtschaft betrieben und 260 Hektar waren als forstwirtschaftlich genutzte Flächen ausgewiesen. Ende 2018 waren 241 Hektar als landwirtschaftliche Flächen genutzt und Forstwirtschaft wurde auf 261 Hektar betrieben. Die durchschnittliche Bodenklimazahl von Bruderndorf beträgt 14,9 (Stand 2010).

## Persönlichkeiten
- Josef Maringer (1862–1950), Wirtschaftsbesitzer, Politiker und Abgeordneter zum Landtag von Niederösterreich